# Javšnik
Javšnik je priimek v Sloveniji, ki ga je po podatkih Statističnega urada Republike Slovenije na dan 1. januarja 2010 uporabljalo 28 oseb.

## Znani nosilci priimka
- Matjaž Javšnik (*1969), igralec